# Denise Benning
Denise Benning (Windsor, Ontário, 1 de setembro de 1967) é uma ex-patinadora artística canadense. Ela conquistou com Lyndon Johnston uma medalha de prata no Skate America, uma medalha de bronze no Skate Canada International, uma medalha de bronze no NHK Trophy e duas medalhas de prata e uma de bronze no campeonato nacional canadense. Benning e Johnston disputaram os Jogos Olímpicos de Inverno de 1988, onde terminaram na sexta posição.

## Principais resultados

### Duplas com Lyndon Johnston
| Resultados                                            | Resultados        | Resultados       | Resultados        | Resultados    | Resultados    | Resultados    | Resultados    | Resultados    | Resultados    | Resultados    | Resultados    | Resultados    | Resultados    |
| Internacional                                         | Internacional     | Internacional    | Internacional     | Internacional | Internacional | Internacional | Internacional | Internacional | Internacional | Internacional | Internacional | Internacional | Internacional |
| Evento/Temporada                                      | 1985– 1986        | 1986– 1987       | 1987– 1988        |               |               |               |               |               |               |               |               |               |               |
| ----------------------------------------------------- | ----------------- | ---------------- | ----------------- | ------------- | ------------- | ------------- | ------------- | ------------- | ------------- | ------------- | ------------- | ------------- | ------------- |
| Jogos Olímpicos                                       |                   |                  | 6.ª               |               |               |               |               |               |               |               |               |               |               |
| Campeonato Mundial                                    | 5.ª               | 5.ª              | 5.ª               |               |               |               |               |               |               |               |               |               |               |
| NHK Trophy                                            | Medalha de bronze |                  |                   |               |               |               |               |               |               |               |               |               |               |
| Skate America                                         |                   | Medalha de prata |                   |               |               |               |               |               |               |               |               |               |               |
| Skate Canada International                            | Medalha de bronze | 5.º              |                   |               |               |               |               |               |               |               |               |               |               |
| Nacional                                              |                   |                  |                   |               |               |               |               |               |               |               |               |               |               |
| Campeonato Canadense                                  | Medalha de prata  | Medalha de prata | Medalha de bronze |               |               |               |               |               |               |               |               |               |               |
|                                                       |                   |                  |                   |               |               |               |               |               |               |               |               |               |               |
| Legenda: Competição não foi disputada nesta temporada |                   |                  |                   |               |               |               |               |               |               |               |               |               |               |